# Новоприходцы
Новоприходцы — «новопорядчики», категория феодально-зависимого населения в Русском государстве в XV—XVII веках. «Новоприходцы», в отличие от старожильцев, были обедневшие крестьяне, чаще всего утратившие свой земельный надел и не имевшие средств вести собственное хозяйство. Они селились на земле феодала, заключали с ним договор («порядную запись»), по которому по истечении льготных лет они обязаны были нести государственное тягло и повинности в пользу феодала и становились равными крестьянам-старожильцам.